# Каурака Каурака
Каурака Каурака (англ. Kauraka Kauraka, 5 сентября 1951—1997) — писатель, танцор, фотограф, музыкант, антрополог и специалист по языку маори с Островов Кука.
Родился в деревне Аватиу на Раротонга, главном острове на Островах Кука. Его мать была выходцем с острова Манихики, а его отец имеет китайское происхождение. Каурака получил образование в Южнотихоокеанском университете в Суве (Фиджи) и Гавайском университете в Маноа. Он опубликовал шесть сборников стихов на английском и раротонганском языках. Когда Каурака умер в апреле 1997 года, он был похоронен на атолле Манихики. На момент своей смерти он был профессиональным антропологом в Министерстве культурного развития островов Кука.
Каурака Каурака был братом художника и писателя Тепаэру Тереоры.